# ZNF660
ZNF660 (англ. Zinc finger protein 660) – білок, який кодується однойменним геном, розташованим у людей на 3-й хромосомі. Довжина поліпептидного ланцюга білка становить 331 амінокислот, а молекулярна маса — 38 270.
| 10         |  | 20         |  | 30         |  | 40         |  | 50         |
| ---------- |  | ---------- |  | ---------- |  | ---------- |  | ---------- |
| MRRKTRNFKH |  | KTVKDNKVLT |  | EGSDQESEKD |  | NSQCCDPATN |  | ERVQAEKRQY |
| VCTECGKAFS |  | QSANLTVHER |  | IHTGEKPYKC |  | KECGKAFSHS |  | SNLVVHRRIH |
| TGLKPYTCSE |  | CGKSFSGKSH |  | LIRHQGIHSG |  | EKTYECKECG |  | KAFSRSSGLI |
| SHHRVHTGEK |  | PYSCIECGKA |  | FSRSSNLTQH |  | QRMHRGKKVY |  | KCKECGKTCG |
| SNTKIMDHQR |  | IHTGEKPYEC |  | DECGKTFILR |  | KTLNEHQRLH |  | RREKPYKCNE |
| CGKAFTSNRN |  | LVDHQRVHTG |  | EKPYKCNECG |  | KTFRQTSQVI |  | LHLRTHTKEK |
| PYKCSECGKA |  | YRYSSQLIQH |  | QRKHNEEKET |  | S          |  |            |

A: Аланін

C: Цистеїн

D: Аспарагінова кислота

E: Глутамінова кислота

F: Фенілаланін

G: Гліцин

H: Гістидин

I: Ізолейцин

K: Лізин

L: Лейцин

M: Метіонін

N: Аспарагін

P: Пролін

Q: Глутамін

R: Аргінін

S: Серин

T: Треонін

V: Валін

Кодований геном білок за функцією належить до фосфопротеїнів. 
Задіяний у таких біологічних процесах, як транскрипція, регуляція транскрипції. 
Білок має сайт для зв'язування з іонами металів, іоном цинку, ДНК. 
Локалізований у ядрі.